# Artamus
Artamus és un gènere d'ocells de l'ordre dels passeriformes i de la família dels artàmids (Artamidae). Va ser descrit per l'ornitòleg francès Louis Jean Pierre Vieillot el 1816. El nom anglès és woodswallows (‘Orenetes de bosc’).

## Morfologia
Són aus de plomatge suau i fosc. Són àgils voladors, amb ales semi-triangulars moderadament grans. Fan nius dissolts amb branques fines. Ambdós parents crien el joves.

## Hàbitat i distribució
Aquests ocells es distribueixen per la Australàsia, on la major part viuen en Austràlia i Nova Guinea. Artamus fuscus té una distribució exclusivament asiàtica, des de l'Índia i Sri Lanka i sud d'Àsia oriental fins a la Xina. L'espècie més estesa és Artamus leucorynchus, que habita des de la península de Malàisia fins a Austràlia cap al sud, i Vanuatu i Nova Caledònia. El més oriental on hi habita aquest gènere és Fiji, amb l'espècie endèmica Artamus mentalis. Tenen un comportament nòmade, seguint les millors condicions per als insectes volador. Sovint formen grans bandades.

## Alimentacio
Es troben entre les escasses aus passeriformes que s'eleven i busquen l'aliment (insectes voladors) per sobre de la copa dels arbres. Aquestes espècies tenen un pinzell en la punta de la llengua que poques vegades fan servir per recollir nèctar.

## Taxonomia
Aquest gènere és tractat com l'únic de la subfamília dels artamins (Artaminae), o bé com l'únic de la família dels artàmids per aquells autors que consideren que la subfamília dels cracticins (Cracticinae), és en realitat la família independent dels cractícids (Cracticidae). Aquesta última és la postura del Congrés Ornitològic Internacional, que llista 11 espècies d'artàmids, totes del gènere Artamus:.
- Artamus cyanopterus - àrtam alablanc.
- Artamus personatus - àrtam caranegre.
- Artamus superciliosus - àrtam cellablanc.
- Artamus fuscus - àrtam cendrós.
- Artamus insignis - àrtam de les Bismarck.
- Artamus mentalis - àrtam de les Fiji.
- Artamus monachus - àrtam dorsiblanc.
- Artamus cinereus - àrtam gris.
- Artamus maximus - àrtam gros.
- Artamus minor - àrtam menut.
- Artamus leucorynchus - àrtam ventreblanc.